# Niesky
Niesky ([ˈniːski] Ausspracheⓘ, obersorbisch Niska) ist eine Kleinstadt im Landkreis Görlitz in der Oberlausitz. Mit knapp 9.200 Einwohnern zählt Niesky zu den kleinsten Städten im Freistaat Sachsen, die den Status der Großen Kreisstadt haben.

## Geographie

### Stadtgliederung
Die Stadt gliedert sich in fünf Ortsteile, neben der Nieskyer Innenstadt sind dies Kosel (obersorbisch Kózło) und Stannewisch (Stanojšćo) im Norden, Ödernitz (Wódrjeńca) im Südosten und See (Jězor) im Westen.
In der Kernstadt Niesky liegen zudem die ehemaligen Gemeinden Neuhof (Nowy Dwór) und Neu-Särichen sowie die Siedlungen Heinrichsruh und Neu-Ödernitz. Im Ortsteil Kosel sind die Siedlungen Neu-Kosel, Sandschenke und Zedlig (Sedlik); im Ortsteil See die ehemalige Gemeinde Moholz (Wuhelc) mit der Siedlung Zeche enthalten.

### Nachbargemeinden
Angrenzende Gemeinden im Uhrzeigersinn sind von Norden aus Rietschen, Hähnichen, Horka, Kodersdorf, Waldhufen, Quitzdorf am See und Kreba-Neudorf.

## Geschichte
Erst 1742 als Kolonie der Herrnhuter Brüdergemeine entstanden, ist Niesky eine der jüngsten Ortsgründungen im Landkreis Görlitz, entwickelte sich aber schon bald zu einem regional bedeutenden Ort.

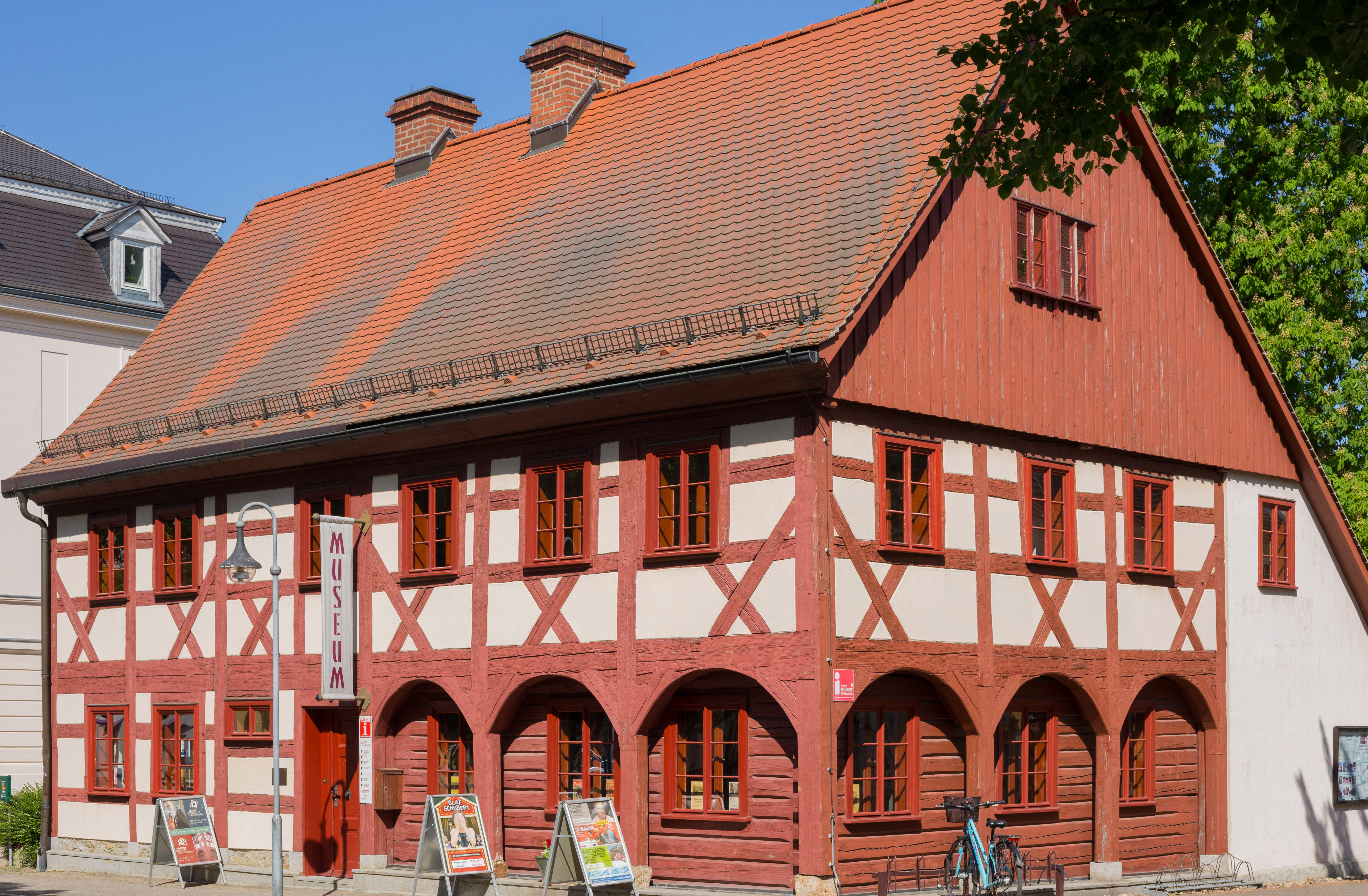
Johann-Raschke-Haus; ältestes Haus der Stadt

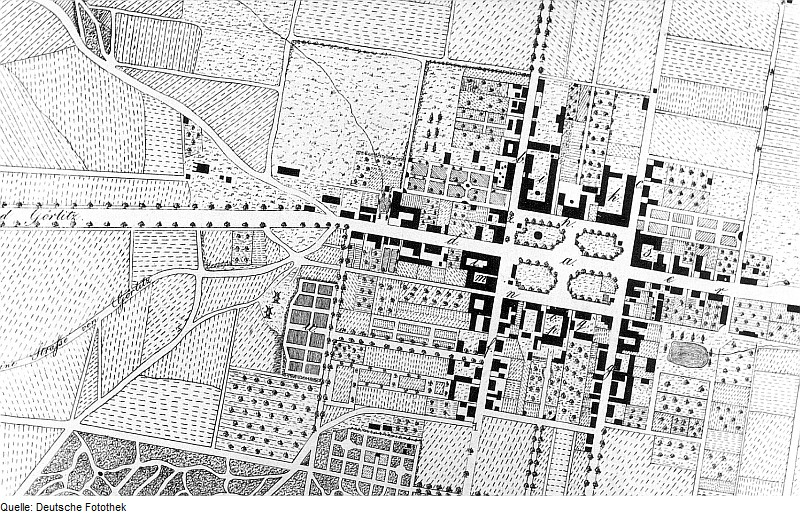
Grundriss von Niesky 1823, Norden ist rechts, Monplaisir unten links

Am 8. August 1742 legten böhmische Exulanten, die aus Glaubensbedrängnis ihre katholische Heimat verlassen hatten, den Grundstein zu den ersten drei Häusern des Ortes. Sie hatten sich der Brüdergemeine in Herrnhut angeschlossen und bekamen die Möglichkeit, sich auf dem Rittergut Trebus niederzulassen, dessen Besitzer Siegmund August von Gersdorf selbst Mitglied der Brüderunität war. Im Dezember 1750 erwarb ein jugendliches Mitglied der Brüdergemeine, Günther Urban Anton von Lüdecke (1723–1788), das  Rittergut. Der Zinzendorfplatz Nieskys wurde nach dem Vorbild der Schlossanlage Pillnitz an der Elbe entworfen.
Der Name der neuen Ansiedlung stammt aus dem Tschechischen, nízký bedeutet auf Deutsch „niedrig“. Niedrig lag ihre neue Heimat im Vergleich zu den Bergen Böhmens. Zugleich betonte der Ortsname im religiösen Verständnis, wie schlicht, klein und niedrig der Mensch vor Gott ist.
Nach einem Aufnahmeverbot für Flüchtlinge aus Böhmen zogen ab den 1750er Jahren nur noch deutschsprachige Mitglieder der Brüdergemeine nach Niesky. Der Zuzug von „Nichtbrüderischen“ wurde erst 1842 erlaubt. Die Einwohner lebten von Handwerk und Gewerbe. So betrieb die Brüdergemeine ein Handelshaus und eine Lackfabrik. Darüber hinaus war Niesky überregional als „Schulstadt“ bekannt. Von 1816 an gehörte Niesky zum Landkreis Rothenburg (Ob. Laus.) in der preußischen Provinz Schlesien (bzw. bei deren Teilung in der Provinz Niederschlesien).
Durch Innenminister Carl Severing wurde im März 1929 der Zusammenschluss Nieskys mit seinen Vororten Neuhof, Neu-Särichen und Neu-Ödernitz angeordnet. 1935 erhielt Niesky mit knapp 7000 Einwohnern das Stadtrecht. Gegen Ende des Zweiten Weltkrieges wurde im Wiesengrund von Niesky ein Außenlager des KZ Groß-Rosen errichtet, in dem 1200 KZ-Häftlinge aus zahlreichen Ländern für die Firma Christoph & Unmack (heute Waggonbau) Zwangsarbeit verrichten mussten. Bei einem Evakuierungsmarsch nach Spohla/Brandhofen starben mehr als 100 von ihnen. An diese Opfer erinnert heute ein Gedenkstein am Ort des ehemaligen Außenlagers. Unter den Zwangsarbeitern in Niesky befanden sich auch Juden aus Breslau.
Der Kreissitz wurde 1945 nach Weißwasser/Oberlausitz verlegt, was sich nach Anschluss des westlichen Rumpfes des ehemaligen Landkreises Görlitz als unpraktisch erwies, so dass Niesky 1947 Kreisstadt wurde. Aus diesem Landkreis Niesky wurden im Rahmen der Verwaltungsreform am 25. Juli 1952 die Kreise Weißwasser, Niesky und Görlitz-Land gebildet. Bis zur Kreisreform 1994 war Niesky Kreisstadt dieses Kreises Niesky. Der Kreissitz des danach gegründeten Niederschlesischen Oberlausitzkreises kam in die kreisfreie Stadt Görlitz, wurde durch das 3. Änderungsgesetz am 16. Juni 1996 jedoch nach Niesky verlegt. Durch die erneute Kreisreform am 1. August 2008 verlor Niesky mit Bildung des Landkreises Görlitz den Kreissitz an Görlitz und bekam den Status der Großen Kreisstadt.

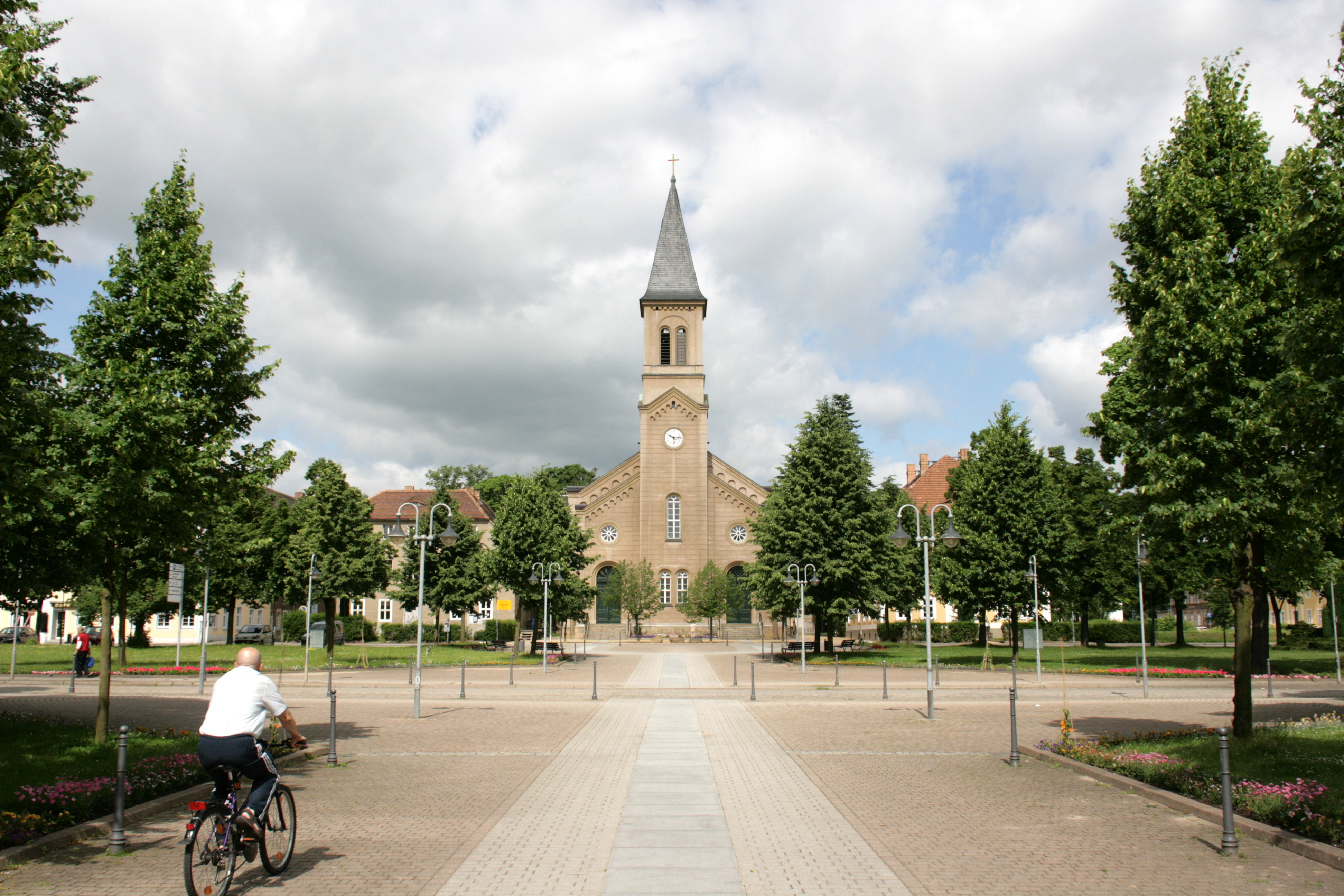
Der Zinzendorfplatz mit der evangelischen Kirche der Herrnhuter Brüdergemeine.

Der denkmalgeschützte Zinzendorfplatz bildet den Mittelpunkt der Stadt. Der Platz mit seinen Gebäuden – teilweise aus dem 18. Jahrhundert – spiegelt die über 250-jährige Geschichte von Niesky wider. Bis zum heutigen Tag ist das erste Haus Nieskys erhalten geblieben. 1986 wurde darin das städtische Heimatmuseum eingerichtet.

### Religionen
In Niesky befindet sich die mit der Brüdergemeine verbundene 1866 in Gnadenfeld/Oberschlesien gegründete Diakonissenanstalt Emmaus. Zu ihr gehören ein Altenpflegeheim, eine Medizinische Berufsfachschule (Krankenpflege), eine Altenpflegeschule, eine Kindertagesstätte und ein ambulanter Hospizdienst. Das Krankenhaus wurde an die Diakonissenanstalt Dresden übertragen.
Es gibt insgesamt vier evangelische Kirchen, eine neuapostolische Kirche, ein Gemeindezentrum der Jehovas Zeugen und eine katholische Holzkirche von 1935.
Niesky ist Sitz der Superintendentur des Kirchenkreises Schlesische Oberlausitz.

### Bevölkerungsentwicklung
| - 1825 – 0576 - 1885 – 1303 - 1946 – 7436 - 1950 – 8309 - 1960 – 8456 | - 1981 – 11.871 - 1984 – 12.359 - 1999 – 12.029 - 2002 – 11.432 - 2004 – 11.092 | - 2005 – 10.981 - 2006 – 10.766 - 2007 – 10.557 - 2008 – 10.272 - 2009 – 10.168 | - 2011 – 09901 - 2012 – 09732 - 2013 – 09591 - 2018 – 09402 |
| Quellen: Statistisches Landesamt Sachsen (ab 1999)                    |                                                                                 |                                                                                 |                                                             |

## Politik

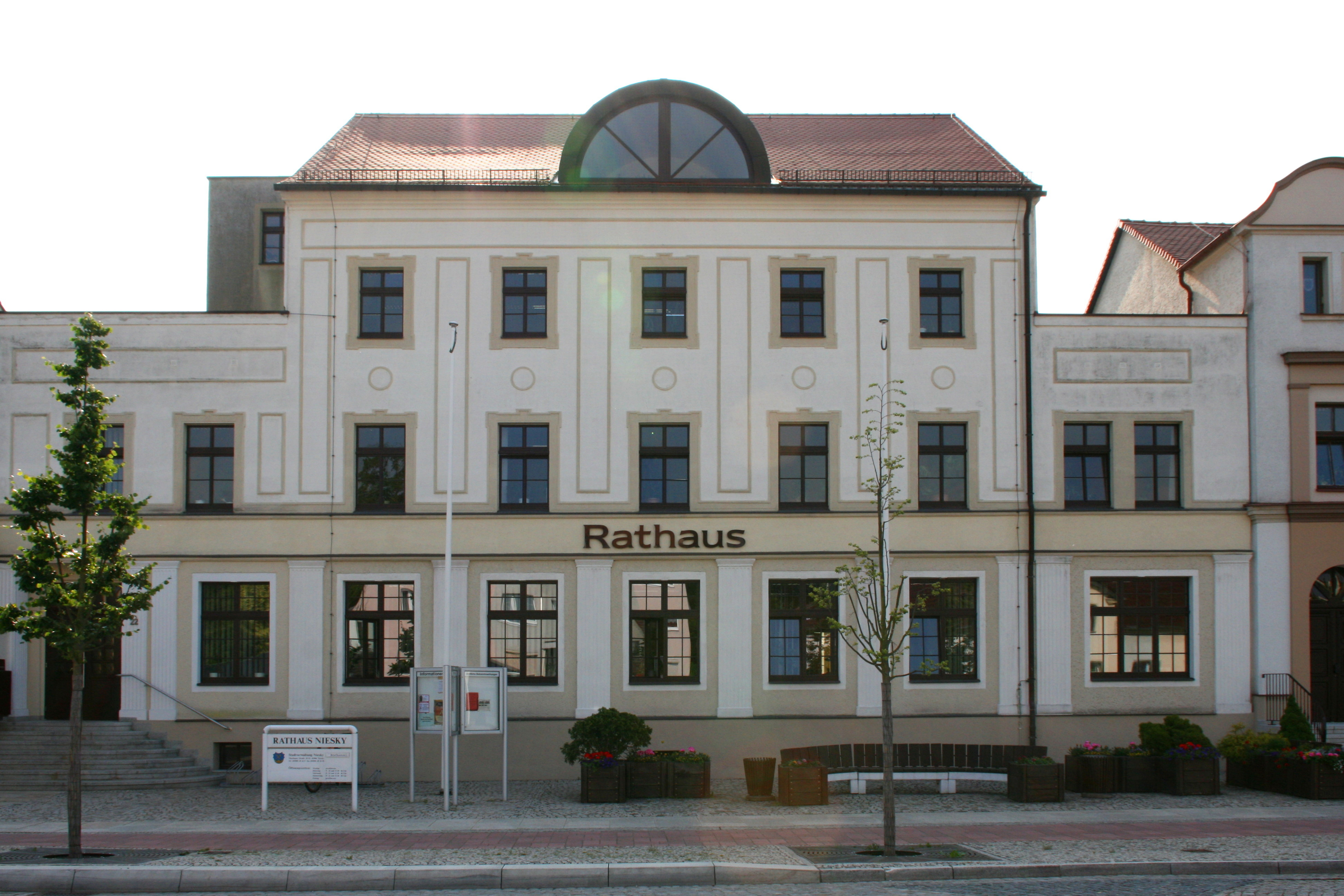
Rathaus

### Stadtrat
Seit der Stadtratswahl am 9. Juni 2024 verteilen sich die 18 Sitze des Stadtrates folgendermaßen auf die einzelnen Gruppierungen:
| Stadtrat ab 2024Insgesamt 18 Sitze - H.E.R.Z.: 4 - BBN: 3 - CDU: 4 - AfD: 7 | Partei/Wählergruppe                               | Ergebnis 2024 | Sitze 2024 |        | Ergebnis 2019 | Sitze 2019 | Ergebnis 2014 | Sitze 2014 |
| Stadtrat ab 2024Insgesamt 18 Sitze - H.E.R.Z.: 4 - BBN: 3 - CDU: 4 - AfD: 7 | AfD                                               | 38,9 %        | 7          | 27,5 % | 6             | –          | –             |            |
| Stadtrat ab 2024Insgesamt 18 Sitze - H.E.R.Z.: 4 - BBN: 3 - CDU: 4 - AfD: 7 | Bündnis H.E.R.Z für Niesky                        | 22,1 %        | 4          | –      | –             | –          | –             |            |
| Stadtrat ab 2024Insgesamt 18 Sitze - H.E.R.Z.: 4 - BBN: 3 - CDU: 4 - AfD: 7 | CDU                                               | 20,4 %        | 4          | 20,6 % | 4             | 34,4 %     | 7             |            |
| Stadtrat ab 2024Insgesamt 18 Sitze - H.E.R.Z.: 4 - BBN: 3 - CDU: 4 - AfD: 7 | Bürgerbewegung Niesky                             | 18,7 %        | 3          | 21,1 % | 4             | 23,7 %     | 4             |            |
| Stadtrat ab 2024Insgesamt 18 Sitze - H.E.R.Z.: 4 - BBN: 3 - CDU: 4 - AfD: 7 | Die Linke                                         | –             | –          | 12,8 % | 2             | 22,8 %     | 4             |            |
| Stadtrat ab 2024Insgesamt 18 Sitze - H.E.R.Z.: 4 - BBN: 3 - CDU: 4 - AfD: 7 | SPD                                               | –             | –          | 08,8 % | 1             | 08,5 %     | 1             |            |
| Stadtrat ab 2024Insgesamt 18 Sitze - H.E.R.Z.: 4 - BBN: 3 - CDU: 4 - AfD: 7 | FDP                                               | –             | –          | 04,6 % | 1             | 05,3 %     | 1             |            |
| Stadtrat ab 2024Insgesamt 18 Sitze - H.E.R.Z.: 4 - BBN: 3 - CDU: 4 - AfD: 7 | Wählergemeinschaft für Kinder, Jugend und Familie | –             | –          | 04,5 % | –             | –          | –             |            |
| Stadtrat ab 2024Insgesamt 18 Sitze - H.E.R.Z.: 4 - BBN: 3 - CDU: 4 - AfD: 7 | NPD                                               | –             | –          | –      | –             | 05,3 %     | 1             |            |
| Stadtrat ab 2024Insgesamt 18 Sitze - H.E.R.Z.: 4 - BBN: 3 - CDU: 4 - AfD: 7 | Wahlbeteiligung                                   | 67,6 %        | 67,6 %     | 60,7 % | 60,7 %        | 49,4 %     | 49,4 %        |            |

Zwischen 2019 und 2024 waren zwei Sitze der AfD unbesetzt, da die Partei bei der Wahl 2019 nur vier Kandidaten aufgestellt hatte.

### Stadtoberhaupt

#### Bürgermeister
- 1929–1933: Hermann Klenke
- 1990–2008: Wolfgang Rückert (CDU)[8]

#### Oberbürgermeister
Im Zuge der Gemeindegebietsreform 2008 wurde Niesky zur Großen Kreisstadt erhoben und hat von da an das Recht, einen Oberbürgermeister zu besetzen.
- 2008–2014: Wolfgang Rückert (CDU)[8]
- 2014–2022: Beate Hoffmann (parteilos; von der CDU aufgestellt)
- seit 2022: Kathrin Uhlemann (parteilos; von der CDU aufgestellt)

Bei der Bürgermeisterwahl am 14. Dezember 2014 wurde die parteilose, von der CDU nominierte Beate Hoffmann zur Oberbürgermeisterin von Niesky gewählt. Sie setzte sich mit 57,8 Prozent der Stimmen gegen Harald Prause-Kosubek (SPD) und zwei weitere Kandidaten durch. Im ersten Wahlgang der Bürgermeisterwahl am 7. November 2021 erreichte die CDU-Kandidatin Kathrin Uhlemann mit 45,3 Prozent der Stimmen das beste Ergebnis, vor der zur Wiederwahl antretenden Beate Hoffmann mit 42,0 Prozent und dem AfD-Kandidaten Jens Hoffmann, auf den 12,7 Prozent der Stimmen entfielen. In der Stichwahl am 28. November 2021 wurde Kathrin Uhlemann mit 55,8 Prozent der Stimmen zur neuen Oberbürgermeisterin gewählt und löste Hoffmann am 15. Januar 2022 ab.
| Wahl | Bürgermeister    | Vorschlag | Wahlergebnis (in %) |
| ---- | ---------------- | --------- | ------------------- |
| 2021 | Kathrin Uhlemann | CDU       | 55,8                |
| 2014 | Beate Hoffmann   | CDU       | 57,8                |
| 2008 | Wolfgang Rückert | CDU       | 94,8                |
| 2001 | Wolfgang Rückert | CDU       | 73,1                |

### Wappen
| Wappen von Niesky | Blasonierung: „Eine dreizinnige goldene Mauer auf blauem Grund. Darüber befinden sich, quer übereinanderliegend, ein goldenes Kreuz und ein goldener Hammer.“ |
| Wappen von Niesky | Wappenbegründung: Niesky führt seit dem 30. März 1932 ein Wappen. Es zeigt eine dreizinnige goldene Mauer auf blauem Grund. Darüber befinden sich, quer übereinanderliegend, ein goldenes Kreuz und ein goldener Hammer. Die Farben Blau und Gelb sowie die Mauer sind typische Symbole der Oberlausitz, im Speziellen der Oberlausitzer Städte wie Bautzen. Das Kreuz symbolisiert die Herrnhuter Brüdergemeine, auf die die Ortsgründung zurückgeht; der Hammer steht für die Nieskyer Fabrikanten. |

### Städtepartnerschaften
- Albert in der Picardie (Frankreich)
- Holzgerlingen in Baden-Württemberg
- Jawor, Polen
- Oelde in Nordrhein-Westfalen (inoffiziell, ruhend)
- Turnov, Tschechien

## Kultur und Sehenswürdigkeiten

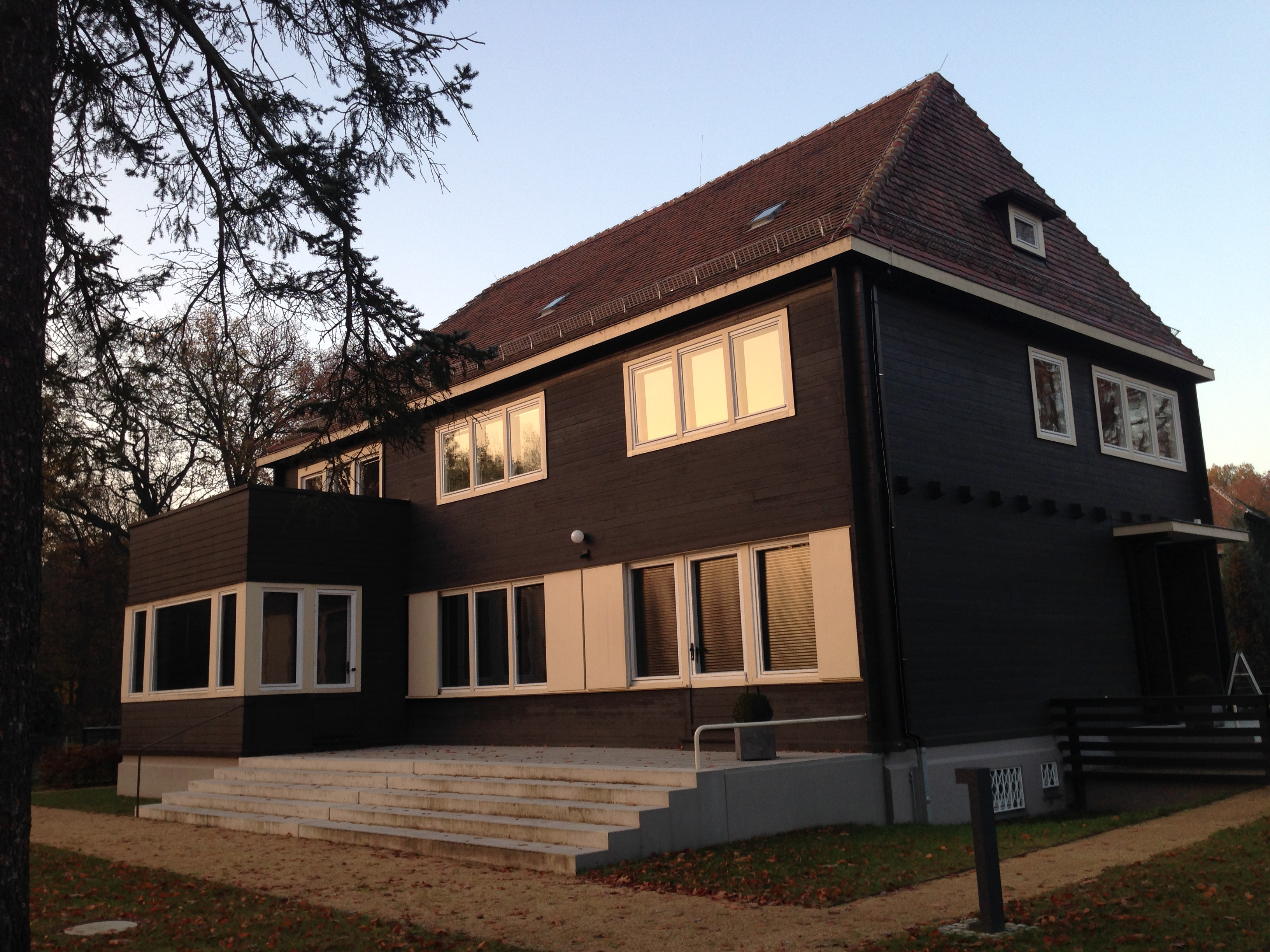
Konrad-Wachsmann-Haus (2016)

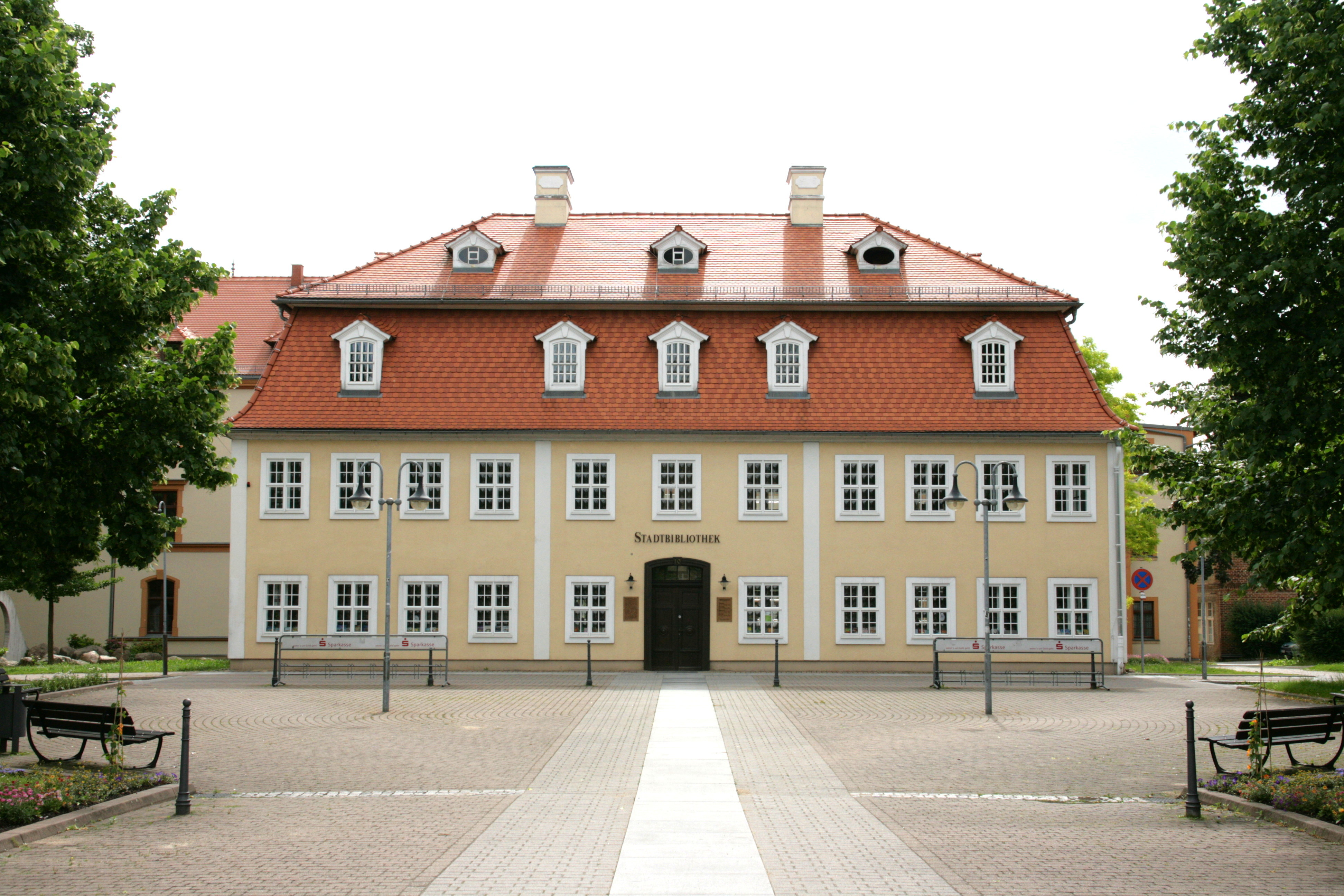
Stadtbibliothek

### Museen
- Konrad-Wachsmann-Haus. Das 1929 errichtete hölzerne Direktorenhaus in der Nieskyer Goethestraße ist neben dem Einsteinhaus in Caputh bei Potsdam das einzige in Deutschland erhaltene Gebäude des Architekten Konrad Wachsmann. Es war zu DDR-Zeiten Sitz der FDJ-Kreisleitung und stand seit 1990 leer. Die Stadt erwarb das Gebäude 2005 und begann im Frühjahr 2010 mit Unterstützung des Bundes und der Wüstenrot-Stiftung mit dessen denkmalschutzgerechten Sanierung, die 2014 abgeschlossen wurde. Seitdem wird das Haus als Museum, Standesamt, Tagungsstätte und Informationsforum für den modernen Holzbau genutzt. In den Ausstellungsräumen im Untergeschoss befindet sich eine Dauerausstellung, welche der 1882 in Niesky gegründeten Fertigteilholzbaufirma Christoph & Unmack gewidmet ist. Die angebotenen Führungen umfassen vier Nieskyer Stadtteile mit insgesamt fast 100 noch sehr gut erhaltenen originalen Holzhäusern, die ursprünglich als Wohn- und Musterhäuser fungierten. Wie auch das Konrad-Wachsmann-Haus stehen die Holzhäuser in den Siedlungen Goethestraße, Neu-Ödernitz, Neusärichen und Raschkestraße unter Denkmalschutz.[11]
- Johann-Raschke-Haus (erbaut 1742), Heimatmuseum und ältestes Haus von Niesky, beherbergt eine Ausstellung zur Stadtgeschichte sowie wechselnde Sonderausstellungen. Hier ist außerdem die Touristinformation der Stadt untergebracht.[12]

### Bauwerke

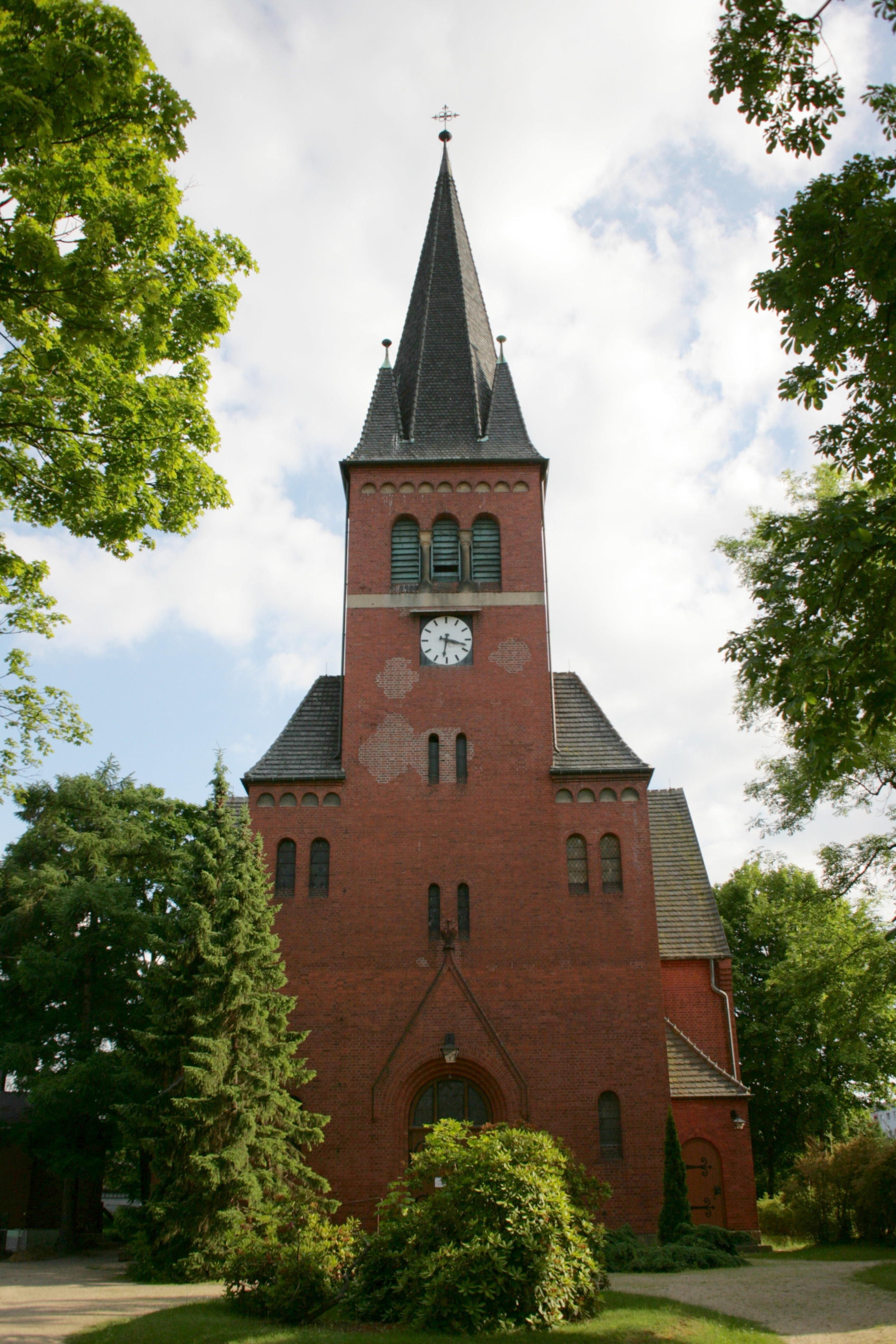
Christuskirche

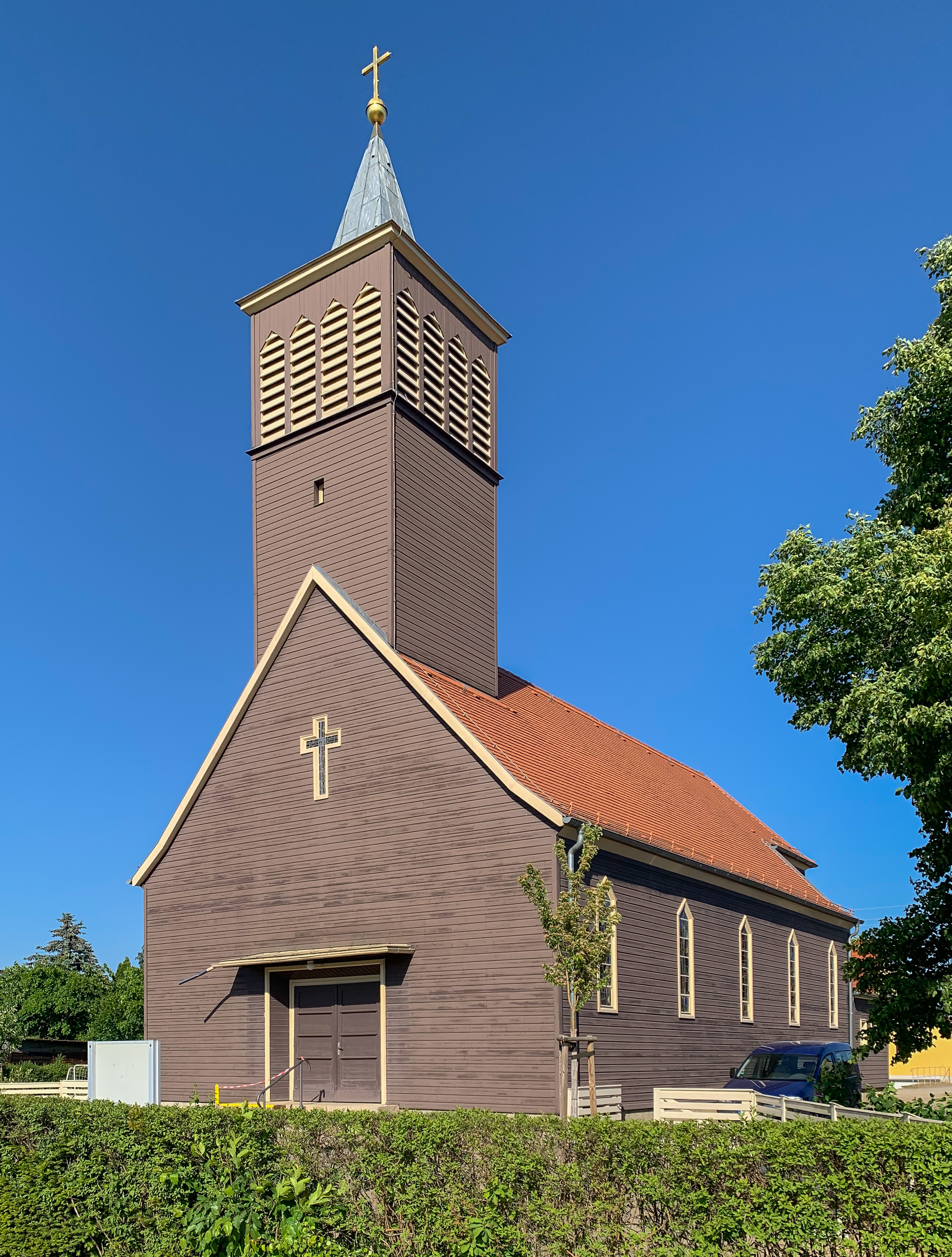
Katholische Kirche St. Josef

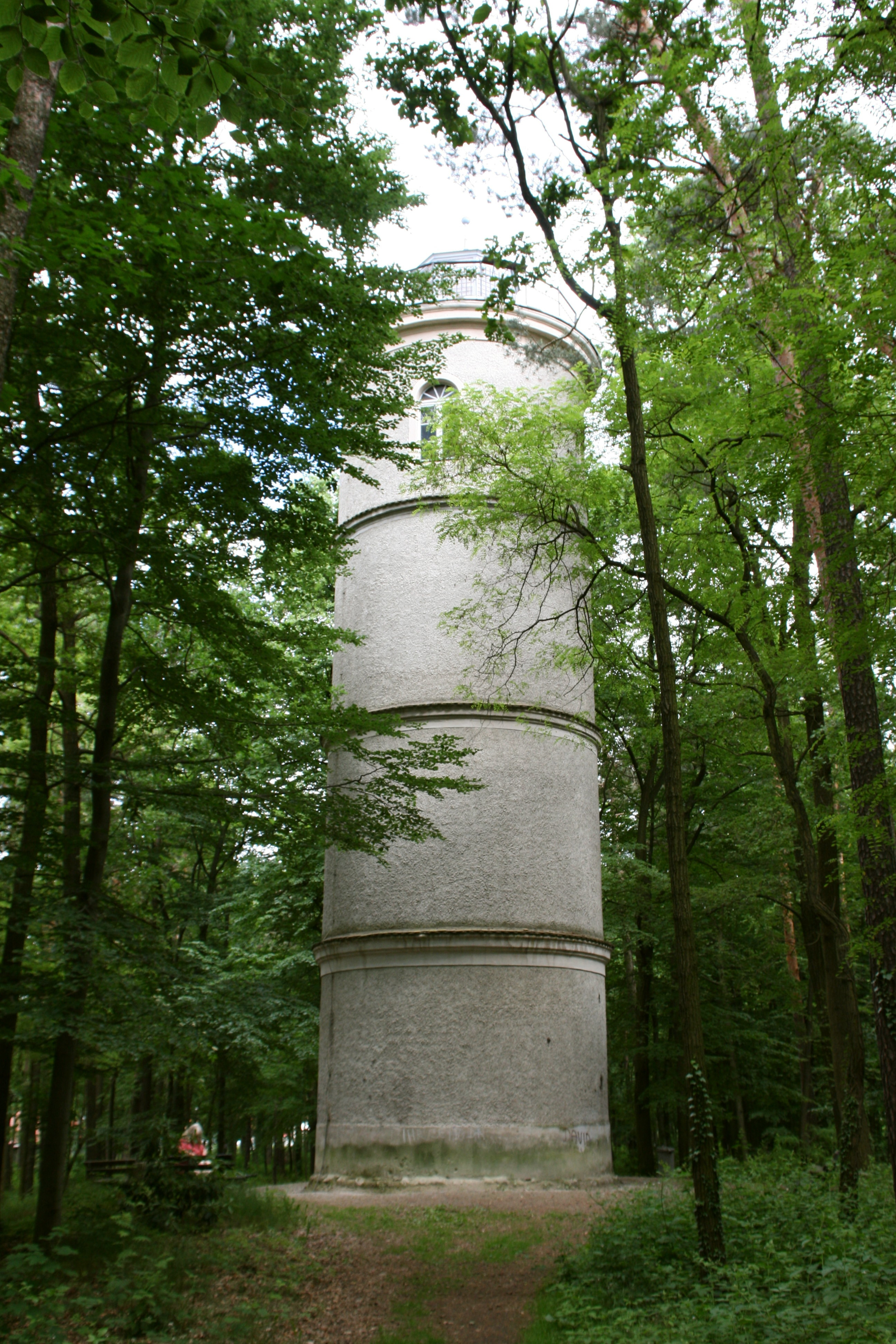
Wartturm

- Altes Pädagogium (erbaut ab 1746), heute Stadtbibliothek
- Rathaus (erbaut um 1905) mit Standesamt
- Wartturm, 1835 errichteter 18 m hoher Aussichtsturm und eines der Wahrzeichen der Stadt[13]
- Rittergut im Ortsteil Ödernitz
- Rittergut, Schloss mit Schlosspark (erbaut 1783) im Ortsteil See

### Gedenkstätten
Ein Gedenkstein aus dem Jahr 1946 im linken Teil des Waldfriedhofs erinnert an die örtlichen Opfer des Faschismus: Fritz Proske, Erich Pflug, Fritz Schubert, Gustav Walter, Fritz Hüttig, Erich Weber und Ludwig Ey. Davor steht ein nach 1990 errichteter Gedenkstein für „alle Opfer der Gewaltherrschaft“, der das 1949 auf dem Zinzendorfplatz errichtete Ehrenmal der VVN für alle Opfer des Faschismus ersetzen soll, welches nach 1990 beseitigt wurde.
Ein weiteres Denkmal auf dem Fritz-Thiele-Platz erinnert an den kommunistischen NS-Gegner Fritz Thiele, der nach langer Zuchthaushaft 1942 im KZ Auschwitz ermordet wurde. Ein ähnlicher Gedenkstein in der Herbert-Balzer-Straße ist dem kommunistischen Widerstandskämpfer Herbert Balzer gewidmet, der 1945 im Außenlager Gleina/Zeitz des KZ Buchenwald ermordet wurde.
Auf dem denkmalgeschützten Gottesacker der Brüdergemeine befindet sich ein Denkmal für die Gefallenen des Ersten Weltkrieges.
An die am Ende des Zweiten Weltkrieges in der Umgebung gefallenen deutschen Soldaten erinnert ein Gedenkstein und ein Gräberfeld auf dem Waldfriedhof.
Ein unter Denkmalschutz stehender Obelisk auf dem Neusärichener Friedhof erinnert an vier gefallene Soldaten im Deutsch-Französischen Krieg 1870/71. Diese gehörten unter anderem niederschlesischen und westpreußischen Regimentern an.

### Musik
In Niesky ist die Musikszene eher schwach ausgeprägt. Außer Bands wie Pax Dei, die 2006 ihr zwanzigjähriges Jubiläum feierten und mit einem Spektrum von Kinderkonzerten, Chor und Gospel bis Rock und sogar Mittelalter-Musik aufwarten können, gibt es in der Jugendszene einige Bands, die sich verstärkt mit Metal, Hardcore, Punk und Alternative Rock beschäftigen. Ansonsten wird Musik in der Musikschule, im Jugendzentrum H.O.L.Z. und im Bürgerhaus Niesky praktiziert.

### Sport
- TTV Niesky
- 1. Radsportverein Niesky e. V.
- 1. Nieskyer Karateverein „Nippon Niesky“ e. V.[14]
- ELV Tornado Niesky
- FV Eintracht Niesky
- SV See 90 e. V.
- LSV Niesky
- TUS Einheit Niesky
- TSV Niesky
- Hockeyclub Niesky 1920 e. V.
- Akrobatik-Team Niesky
- SC 90 Niesky
- MSG Niesky e. V. im ADMV
- Tischtennisverein Niesky e. V.
- Schachclub 90 Niesky
- Wasserwacht Niesky
- Ironsports e. V.

Nach 20 Monaten Bauzeit wurde im Oktober 2017 das neue Eisstadion eröffnet. Durch die Überdachung ist nun eine witterungsunabhängige Nutzung möglich. Die Gesamtkosten betrugen 6,8 Millionen Euro, wovon 1,9 Millionen Euro aus dem städtischen Haushalt kamen. Es befindet sich im Freizeitpark an der Plittstraße.

### Naturschutz
- Siehe auch: Liste der Naturdenkmale in Niesky

## Wirtschaft und Infrastruktur

### Verkehr

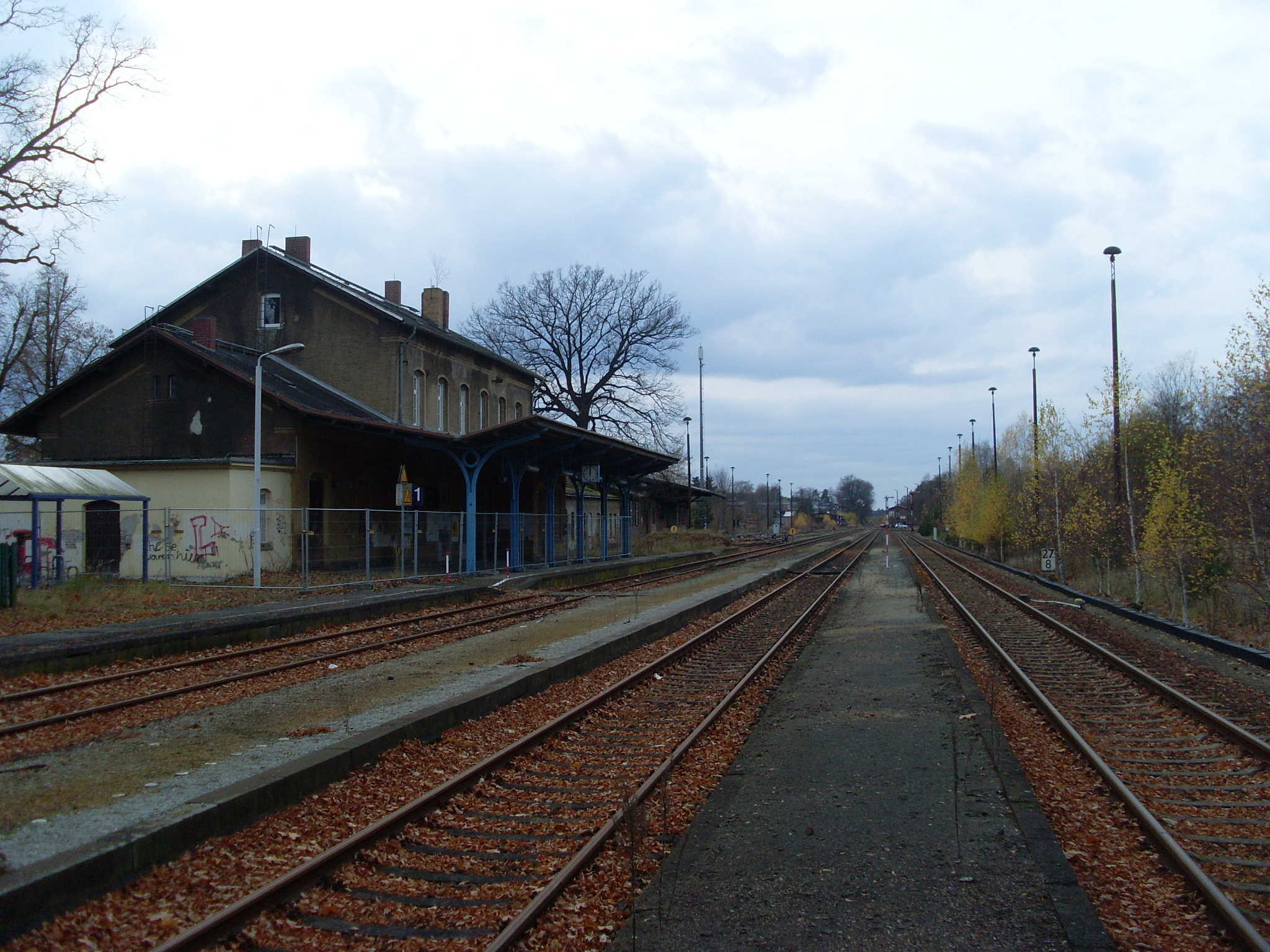
Bahnhof Niesky im November 2015 vor dem Ausbau der Strecke und der Modernisierung der Bahnhofsanlagen

Niesky liegt an der Bahnstrecke Węgliniec–Roßlau, die bis 2018 zwischen Knappenrode und dem deutsch-polnischen Grenzübergang bei Zentendorf als Teil der Niederschlesischen Magistrale zweigleisig ausgebaut und elektrifiziert wurde. Im Personenverkehr wird die Linie Görlitz–Niesky–Hoyerswerda von der Linie RB 64 der ODEG bedient.
Über die Bundesstraße 115 sowie die Staatsstraße 122 besteht Anschluss an die nahegelegene Bundesautobahn 4.

### Ansässige Unternehmen

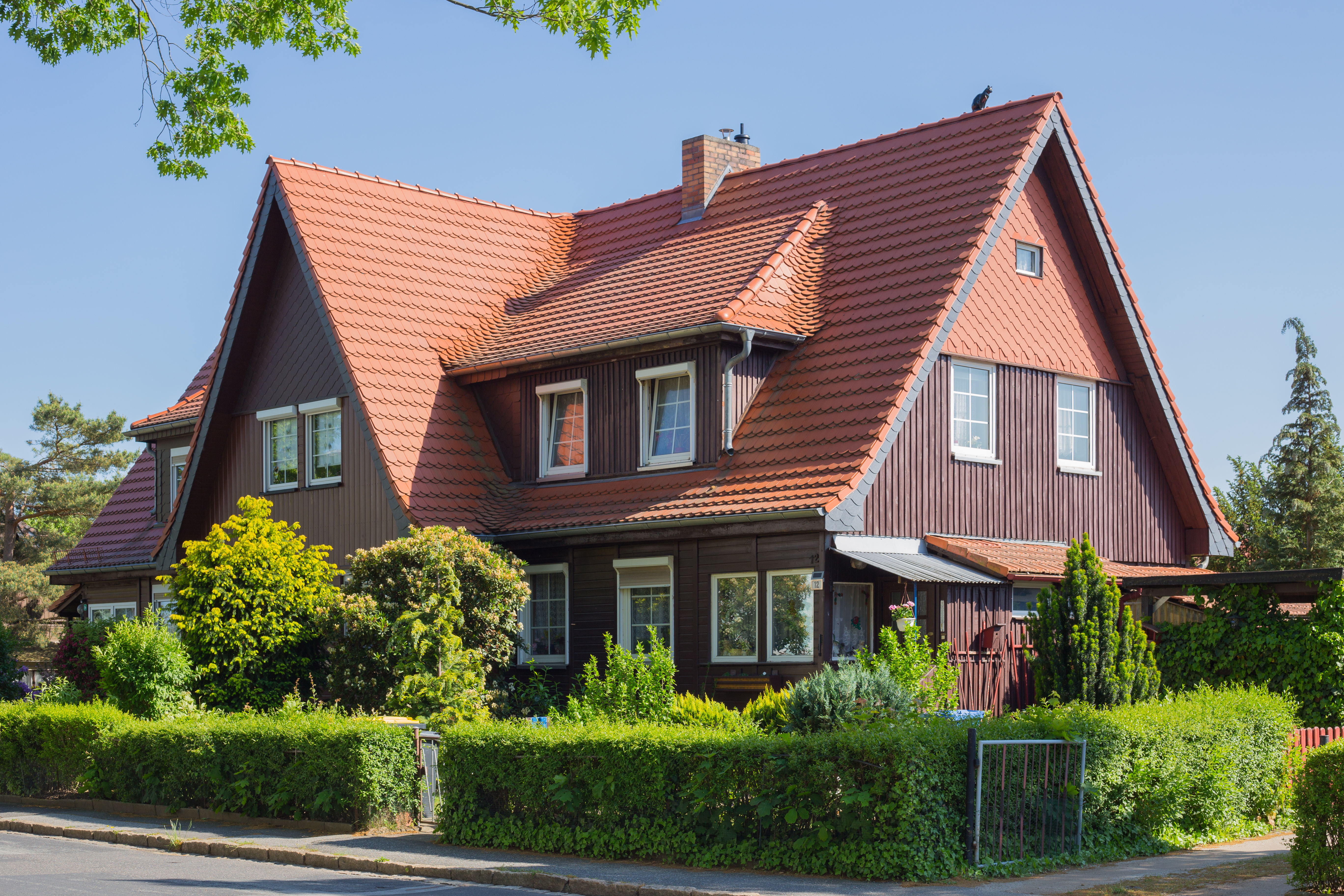
„Neu-Ödernitz“ von Christoph & Unmack

Noch auf die Zeit der Brüdergemeine geht die traditionsreiche Firma Höpner Lacke zurück. Niesky war lange Zeit von der Produktion von Holzhäusern geprägt, die traditionsreichste Firma war Christoph & Unmack. Während der DDR-Zeit gab es hier zwei große Werke der Schwerindustrie, das Waggonbau-Werk sowie das Metallleichtbaukombinat. In beiden Werken waren jeweils mehr als 1.000 Personen beschäftigt. Nach der Wende wurde das Personal in beiden Betrieben so weit abgebaut, dass heute das „Emmaus“-Krankenhaus in Niesky der größte Arbeitgeber ist.

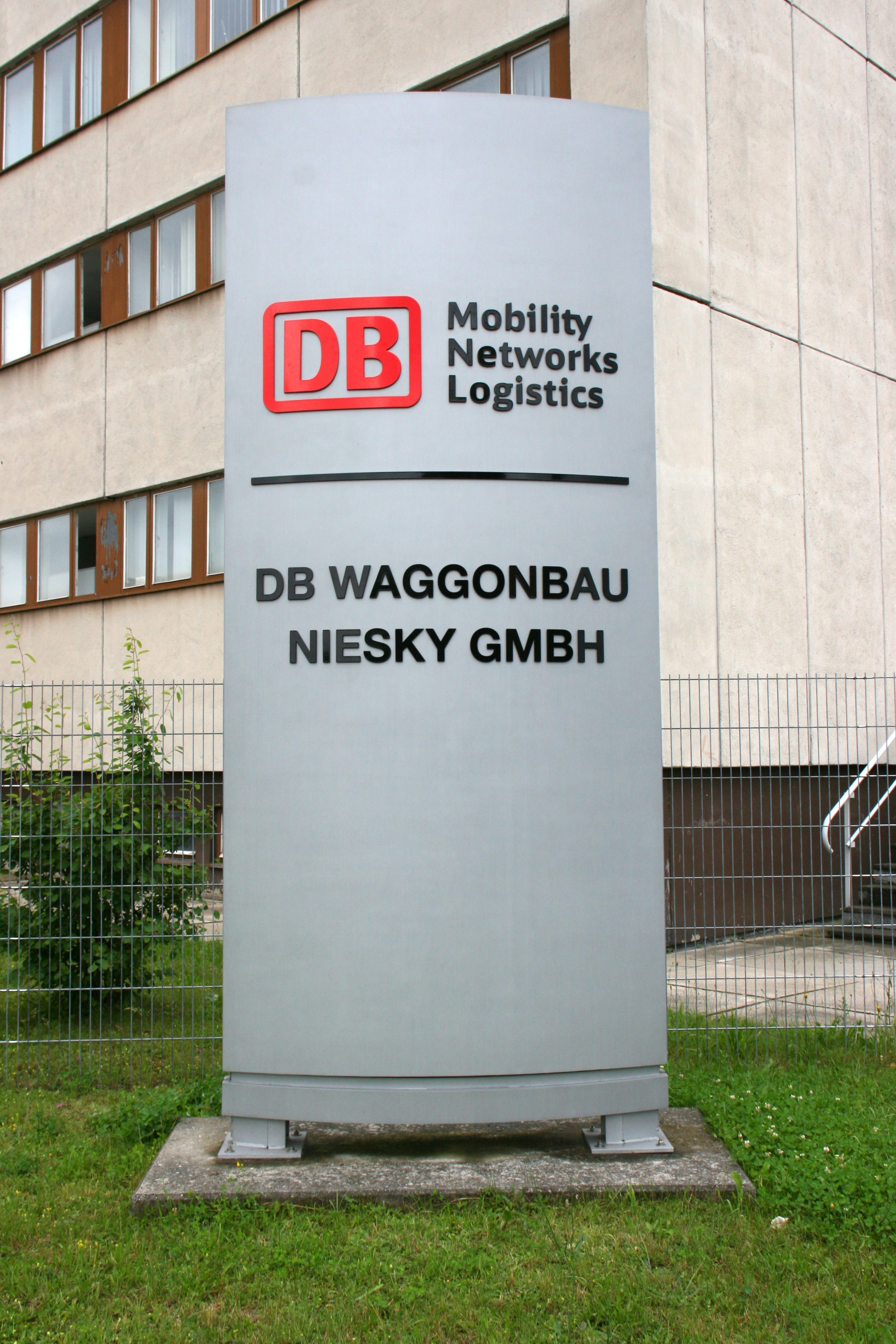
Ehemalige Waggonbau-Niesky-Zentrale

1835 gründete Johann Ehregott Christoph einen Handwerksbetrieb, aus dem später der Waggonbau hervorging. 1917 begann der Bau von Schienenfahrzeugen. Ab 1950 erfolgte die Ausrichtung auf Spezialgüterwagen (v. a. Kipp-, Schüttgut-, Autotransport- und Schiebewandwaggons) sowie Güter- und Personenwagenkomponenten. 1990 wurde das Unternehmen privatisiert, von 1998 bis 2005 war Bombardier der Eigentümer. 2005 wurde der Betrieb als WBN Waggonbau Niesky GmbH aus dem Bombardier-Konzern ausgegliedert. 2006 betrug der Umsatz 36 Millionen Euro. Aufträge kommen aus Österreich, der Schweiz, Frankreich und Schweden. Nach der Insolvenzanmeldung im Oktober 2007 stieg die DB Mobility Logistics AG im Januar 2008 als Gesellschafter ein. Mit Wirkung zum 2. Juli 2008 wurde das Unternehmen unter dem Namen DB Waggonbau Niesky GmbH als hundertprozentige Tochtergesellschaft der DB Fahrzeuginstandhaltung GmbH in den DB-Konzern eingegliedert. Dadurch konnte das Insolvenzverfahren am 11. August 2008 aufgehoben werden. Aufgrund der schlechten Auftragslage verkaufte die DB Mitte 2014 das Unternehmen an den Münchener Investor Quantum Capitals. Das Unternehmen firmierte wieder als WBN Waggonbau Niesky GmbH und hatte rund 300 Beschäftigte, die 2014 einen Umsatz von ca. 34 Millionen Euro erwirtschafteten. Anfang 2015 erhielt das Unternehmen mit dem Bau von drei LKW-Shuttle-Zügen für den Eurotunnel im Wert von 40 Millionen EUR seinen bisher größten Auftrag. Im Dezember 2017 stellte das Unternehmen einen erneuten Insolvenzantrag.
Anfang September 2018 übernahm der slowakische Güterwagenhersteller Tatravagónka Poprad den Waggonbau Niesky. Das Unternehmen firmierte seitdem als ELH Waggonbau Niesky GmbH. Ende 2023 stellte das Werk den Betrieb ein, es hatte zuletzt noch etwa 240 Mitarbeiter.
Daneben befindet sich in Niesky noch die Molkerei Niesky GmbH, die sich vor allem auf die Herstellung von Käse spezialisiert hat.

### Bildung

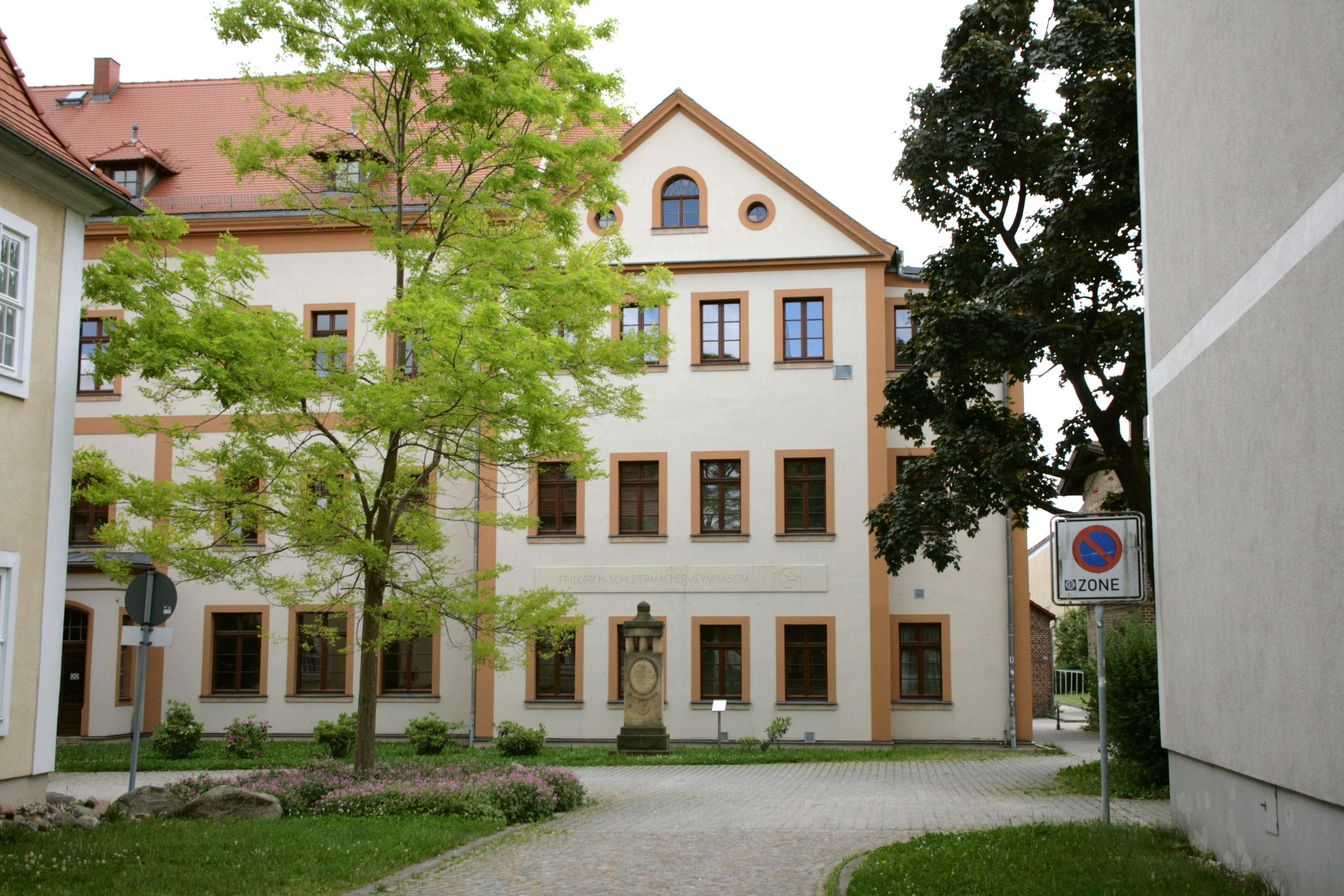
Friedrich-Schleiermacher-Gymnasium

Niesky hat zwei Grundschulen (eine davon im Ortsteil See), eine Oberschule und das nach Friedrich Schleiermacher benannten Gymnasium mit zwei Gebäuden. Schleiermacher war seinerzeit 2 Jahre Schüler in diesem Gymnasium. Deren Klassenstufen 5 bis 10 werden im Gebäude an der Bahnhofstraße und die Sekundarstufe II wird am Zinzendorfplatz im ehemaligen  Pädagogium unterrichtet. Darüber hinaus gibt es noch eine Förderschule, die Kreisvolkshochschule sowie eine Volksmusikschule.